# Georg Johansson
Georg Johansson (* 23. April 1910; † 12. Januar 1996) war ein schwedischer Fußballspieler. Der Mittelfeldspieler stand in den 1930er Jahren zweimal für die schwedische Nationalmannschaft auf dem Platz und nahm an der Weltmeisterschaft 1934 teil.

## Werdegang
Johansson spielte in den 1930er und 1940er Jahren für IK Brage. Obwohl er anfangs mit der Mannschaft nur zweitklassig antrat, wurde er 1931 nach der Vizemeisterschaft hinter Aufsteiger Hallstahammars SK in der Division 2 Norra erstmals in die Nationalmannschaft berufen. Am 26. Juli des Jahres debütierte er beim 6:0-Erfolg über die lettische Landesauswahl in Västerås im Nationaljersey.
1934 erreichte Johansson mit IK Brage als Staffelsieger die Aufstiegsrunde zur Allsvenskan. Zwar verpasste man durch ein 3:3-Unentschieden und eine 2:3-Niederlage gegen IK Sleipner den Sprung in die Erstklassigkeit, Johansson wurde dennoch drei Jahre nach seinem bis dato einzigen Länderspieleinsatz für den schwedischen Kader für die in Italien stattfindende Weltmeisterschaft berufen. Im Turnierverlauf kam er für die Mannschaft, die im Viertelfinale an Deutschland scheiterte, nicht zum Einsatz.
Nachdem Johansson auch 1935 mit IK Brage erst in der Aufstiegsrunde – dieses Mal gegen IFK Norrköping – gescheitert war, gelang 1937 durch zwei Siege gegen Hammarby IF der Aufstieg. Im selben Jahr kam er zu seinem zweiten Länderspieleinsatz, den er bei der 2:3-Niederlage gegen die norwegische Landesauswahl mit einem Länderspieltreffer krönen konnte. In den folgenden drei Jahren spielte er mit IK Brage im Mittelfeld der Allsvenskan, ehe in der Spielzeit 1940/41 nur ein Abstiegsplatz belegt werden konnte.